# أشتوت بالا (جرغلان)
أشتوت بالا (بالفارسية: اشتوت بالا) هي قرية تقع في إيران في قسم جرغلان الريفي. يقدر عدد سكانها بـ 986 نسمة بحسب إحصاء 2016.